# Linda Indergand
Linda Indergand (* 13. Juli 1993 in Altdorf) ist eine Schweizer Radsportlerin, die im Mountainbikesport und im Strassenradsport aktiv ist. Sie ist eine der dominierenden und vielseitigsten Radrennfahrerinnen ihres Landes der 2010er Jahre. Auch ihr Bruder Reto ist als Radsportler erfolgreich.

## Sportliche Laufbahn
Linda Indergand ist seit 1999 im Radsport aktiv. 2008 sowie 2009 wurde sie Schweizer Jugend-Meisterin im Strassenrennen und im Jahr darauf Junioren-Europameisterin im Mountainbike (XCO). Ebenfalls 2010 errang sie bei den Olympischen Jugend-Sommerspielen die Goldmedaille im Strassenrennen. Bei den Mountainbike-Weltmeisterschaften 2014 holte Indergand Silber im Cross-country Eliminator (XCE) der Elite und Bronze im olympischen Cross-Country (XCO) der U23-Klasse, zudem wurde sie Schweizer Meisterin im Einzelzeitfahren. Sie startete bei den UCI-Strassen-Weltmeisterschaften 2014 im Strassenrennen, konnte dieses aber nicht beenden.
2015 sowie 2016 wurde Indergand Weltmeisterin Cross-country Eliminator (XCE). Bei den Olympischen Sommerspielen 2016 in Rio de Janeiro belegte sie im Mountainbikerennen den achten Platz.
2017 wurde Linda Indergand für die Strassen-Weltmeisterschaften im norwegischen Bergen nominiert, konnte aber das Strassenrennen nicht beenden.

### Olympische Sommerspiele 2020
Im Mai 2021 qualifizierte sie sich für einen Startplatz bei den Olympischen Sommerspielen in Tokio im Cross-Country-Rennen und erreichte dort den dritten Rang hinter Jolanda Neff und Sina Frei.
Linda Indergand wird im Nationaltrainer der Schweizer Mountainbikerinnen betreut von Edmund Telser.

## Erfolge
| 2010 - Junioren-Europameisterin – Cross Country (XCO) 2011 - Junioren-Weltmeisterin – Cross Country (XCO) - Junioren-Europameisterschaft – Cross Country (XCO) 2013 - Weltmeisterin – Cross Country Eliminator (XCE) 2014 - Weltmeisterschaft – Cross Country Eliminator (XCE) - U23-Weltmeisterschaft – Cross Country (XCO) - Europameisterschaft – Cross Country Eliminator (XCE) - Weltcup in Méribel – Cross Country Eliminator (XCE) - Schweizer U23-Meisterin – Cross Country (XCO), Cross Country Eliminator (XCE) 2015 - Weltmeisterin – Cross Country Eliminator (XCE) - Schweizer Meisterin – Cross Country Eliminator (XCE) - Schweizer Meisterin (U23) – Cross Country (XCO) 2016 - Weltmeisterin – Cross Country Eliminator (XCE) 2017 - Ötztaler Mountainbike Festival – Mountainbike (XCO) - Europameisterin – Staffel (XCR) - Europameisterschaft – Cross Country (XCO) 2020 - Europameisterschaft – Cross Country Eliminator (XCE) 2021 - Olympische Spiele – Cross Country (XCO) | 2008 - Schweizer Jugend-Meisterin – Strassenrennen 2009 - Schweizer Jugend-Meisterin – Strassenrennen 2010 - Olympische Jugend-Sommerspiele – Strassenrennen - Schweizer Junioren-Meisterin – Strassenrennen 2011 - Schweizer Junioren-Meisterin – Zeitfahren 2014 - Schweizer Meisterin – Einzelzeitfahren |